# Ghabbatijja
Ghabbatijja (arab. ‏غبّاطية‎) – nieistniejąca już arabska wieś, która była położona w Dystrykcie Safedu w Mandacie Palestyny. Została wyludniona i zniszczona podczas I wojny izraelsko-arabskiej, po ataku Sił Obronnych Izraela w dniu 30 października 1948.

## Położenie
Ghabbatijja leżała w Górnej Galilei u podnóża masywu górskiego Meron, w odległości 12 kilometrów na północny zachód od miasta Safed. Według danych z 1945 do wsi należały ziemie o powierzchni 293,3 ha. We wsi mieszkało wówczas 60 osób.
| własność gruntów | powierzchnia gruntów (hektary) |
| ---------------- | ------------------------------ |
| Arabowie         | 238,1                          |
| Żydzi            | 0                              |
| publiczne        | 55,2                           |
| Razem            | 293,3                          |

| Rodzaj użytkowanych gruntów | hektary |
| --------------------------- | ------- |
| uprawy nawadniane           | 1,5     |
| uprawy zbóż                 | 41,2    |
| nieużytki                   | 250,6   |
| zabudowane                  | ?       |

## Historia
W okresie panowania Brytyjczyków Ghabbatijja była małą wsią.

Podczas wojny domowej w Mandacie Palestyny w rejonie wioski Ghabbatijja stacjonowały siły Arabskiej Armii Wyzwoleńczej. Podczas I wojny izraelsko-arabskiej w październiku 1948 Izraelczycy przeprowadzili operację Hiram. W nocy z 29 na 30 października Ghabbatijja została zajęta przez izraelskich żołnierzy. Następnie wieś została wysiedlona, a większość domów wyburzono.

## Miejsce obecnie
Rejon wioski Ghabbatijja pozostaje opuszczony.

Palestyński historyk Walid Chalidi tak opisał pozostałości wioski Ghabbatijja:

Teren jest opuszczony i porośnięty trawą. Jest kilka drzew figowych, kamienie i ruiny kamiennych domów. Stoją ściany zniszczonego domu.